# Bahnhof Ahrensburg
Der Bahnhof Ahrensburg ist der größte und wichtigste Bahnhof der Stadt Ahrensburg im Südosten von Schleswig-Holstein. Er liegt an der 1865 eröffneten Bahnstrecke Lübeck–Hamburg.

## Geschichte
Im Jahre 1865 wurde im Gutsgebiet des 1314 erstmals urkundlich erwähnten Dorfes Woldenhorn die Bahnstation „Ahrensburg“ an der Eisenbahnstrecke Hamburg–Lübeck eröffnet. Dies bewog die Gemeinde, den Ort Woldenhorn in Ahrensburg umzubenennen. Durch die schnelle Bahnanbindung nach Hamburg entwickelte sich Ahrensburg zu einem beliebten Ausflugsziel und Villenvorort im Hamburger Umland und die Einwohnerzahl stieg an.
Von Ende 2006 bis Ende 2008 wurde die Strecke Hamburg–Lübeck–Lübeck-Travemünde – und damit auch der Bahnhof Ahrensburg – elektrifiziert. Der fahrplanmäßige elektrische Betrieb wurde am 14. Dezember 2008 aufgenommen, nachdem bereits am 1. Oktober 2008 der Strom eingeschaltet worden war.
Im Jahr 2019 wurde Ahrensburg als einer von 16 Bahnhöfen bundesweit in das Projekt „Zukunftsbahnhof“ der Deutschen Bahn AG (DB) aufgenommen. Dabei soll herausgefunden werden, was den Fahrgästen und Bahnhofsbesuchenden das Leben erleichtert und die Zeit am Bahnhof angenehmer und nutzbarer macht. Durch unterschiedliche Angebote und Services wird die Station besser in das Bahnhofsumfeld eingebunden.
Im Juni 2021 eröffnete die DB einen rund um die Uhr geöffneten digitalen Markt für Reisebedarf direkt auf dem Bahnsteig.
Als Teil des Projektes „Zukunftsbahnhof“ startete Mitte Juni 2022 in Ahrensburg unter dem Titel „Rad+“ ein neues digitales Angebot für nachhaltige Mobilität. Hierbei kann man über die gleichnamige App der Deutschen Bahn den Weg vom und zum Bahnhof mit dem Fahrrad zurücklegen und die gefahrenen Kilometer bei ausgewählten Partnern rund um den Bahnhof in Prämien eintauschen.

## Bedienung

### Bahnverkehr
Ahrensburg ist über die Bahnstrecke Lübeck–Hamburg an das überregionale Eisenbahn-Streckennetz angebunden. Bis auf die wenigen dort verkehrenden Fernverkehrszüge sowie die Regional-Express-Linie RE 8 halten alle über diese Strecke verkehrenden Züge auch im Bahnhof Ahrensburg. Somit gibt es Direktverbindungen u. a. bis nach Hamburg und Lübeck.
| Linie           | Zuglauf | Zuglauf | Takt                                                                                             | Eisenbahnverkehrsunternehmen | Fahrzeugmaterial                                  |
| --------------- | --- | --- | ------------------------------------------------------------------------------------------------ | ---------------------------- | ------------------------------------------------- |
| RE 80           | Hamburg Hauptbahnhof – Ahrensburg – Bad Oldesloe – Reinfeld (Holst) – Lübeck-Moisling – Lübeck Hbf                                                                        | Hamburg Hauptbahnhof – Ahrensburg – Bad Oldesloe – Reinfeld (Holst) – Lübeck-Moisling – Lübeck Hbf                                                                        | stündlich                                                                                        | DB Regio Schleswig-Holstein  | 2 × vierteilige Stadler KISS (nur bis Lübeck Hbf) |
| RB 81           | Hamburg Hauptbahnhof – Hamburg-Hasselbrook – Bahnhof Hamburg Tonndorf – Hamburg-Rahlstedt – Ahrensburg – Ahrensburg-Gartenholz – Bargteheide – Kupfermühle – Bad Oldesloe | Hamburg Hauptbahnhof – Hamburg-Hasselbrook – Bahnhof Hamburg Tonndorf – Hamburg-Rahlstedt – Ahrensburg – Ahrensburg-Gartenholz – Bargteheide – Kupfermühle – Bad Oldesloe | halbstündlich nach Bargteheide / stündlich nach Bad Oldesloe mit HVZ-Verstärker nach Hamburg Hbf | DB Regio Schleswig-Holstein  | Bombardier Traxx + 6 Bombardier-Doppelstockwagen  |
| Stand: Mai 2024 | | |                                                                                                  |                              |                                                   |

### Busverkehr
Für eine Stadt dieser Größe hat Ahrensburg ein vergleichsweise dichtes Stadtbus-Liniennetz mit fünf innerstädtischen und sechs regionalen Buslinien im Tagesverkehr sowie mehreren Buslinien im Spät- und Nachtverkehr, das hauptsächlich von dem Verkehrsunternehmen Verkehrsbetriebe Hamburg-Holstein (VHH) betrieben wird.
Östlich des Empfangsgebäudes befindet sich ein kleiner Busbahnhof mit 3 Bussteigen, von welchem die Stadt- und Regionalbuslinien in die umliegenden Städte, Dörfer und Gemeinden verkehren. Darüber hinaus liegt ein weiterer Bussteig in der am Bahnhof endenden Stormarnstraße. Busse zum U-Bahnhof Ahrensburg West fahren von der Haltestelle in der unmittelbar am Bahnhof vorbeiführenden Bahnhofstraße ab.

## Tarif
Wie ganz Schleswig-Holstein liegt auch Ahrensburg im Tarifgebiet des Nahverkehrsverbundes Schleswig-Holstein (NAH.SH). Als Teil des Agglomerationsraums um Hamburg liegt Ahrensburg zudem im Gebiet des Hamburger Verkehrsverbundes (HVV). Daher findet bei Fahrten nach Hamburg oder Bad Oldesloe der HVV-Tarif Anwendung, während bei Fahrten bis Lübeck oder darüber hinaus der landesweite NAH.SH-Tarif genutzt werden muss.

## Weitere Bahnstationen in Ahrensburg
Neben dem Bahnhof Ahrensburg gibt es auf dem Stadtgebiet mit dem Haltepunkt Ahrensburg-Gartenholz seit November 2009 eine weitere Bahnstation, ebenfalls an der Strecke Hamburg–Lübeck im nördlichen Ahrensburger Stadtteil Gartenholz gelegen. Aufgrund Nachbesserungen zum Einhalten von EU-Vorschriften verzögerte sich seine Inbetriebnahme um ein Jahr auf den Fahrplanwechsel 2010/2011 am 12. Dezember 2010. Er wird seitdem von den Regionalbahnzügen der Linie RB 81 angefahren.
| Linie           | Zuglauf | Zuglauf | Takt                                                         | Eisenbahnverkehrsunternehmen | Fahrzeugmaterial                                 |
| --------------- | --- | --- | ------------------------------------------------------------ | ---------------------------- | ------------------------------------------------ |
| RB 81           | Hamburg Hauptbahnhof – Hamburg-Hasselbrook – Hamburg-Tonndorf – Hamburg-Rahlstedt – Ahrensburg – Ahrensburg-Gartenholz – Bargteheide – Kupfermühle – Bad Oldesloe | Hamburg Hauptbahnhof – Hamburg-Hasselbrook – Hamburg-Tonndorf – Hamburg-Rahlstedt – Ahrensburg – Ahrensburg-Gartenholz – Bargteheide – Kupfermühle – Bad Oldesloe | halbstündlich nach Bargteheide / stündlich nach Bad Oldesloe | DB Regio Schleswig-Holstein  | Bombardier Traxx + 6 Bombardier-Doppelstockwagen |
| Stand: Mai 2024 | | |                                                              |                              |                                                  |

Darüber hinaus bestehen auf Ahrensburger Stadtgebiet seit November 1921 die U-Bahnhöfe Ahrensburg West (bis 1952 „Ahrensburg“) und Ahrensburg Ost (bis 1952 „Hopfenbach“) an der ehemaligen Walddörferbahn (heute Teil der Hamburger U-Bahn-Linie U1).

## Zukunft
Seit längerem im Gespräch ist der Bau einer S-Bahn-Linie S4. Hierzu soll zwischen Hamburg Hasselbrook und Ahrensburg-Gartenholz parallel zur Strecke Hamburg–Lübeck eine eigene Strecke für die S-Bahn Hamburg gebaut werden. Die Fertigstellung wird nicht vor 2027 erwartet.